# أولفان (برشلونة)
بلدية أولبان (بالكاتالانية: Olvan) هي إحدى بلديات مقاطعة برشلونة، والتي تقع في منطقة كاتالونيا، شرق إسبانيا.
يبلغ عدد سكانها 893 نسمة وفقاً لإحصائية سنة (2007).